# ぐっとくるサンデー
『ぐっとくるサンデー』は、NHK教育テレビにて2004年4月18日から2005年3月20日にかけて1年間放送された子供向けテレビ番組である。

## 概要
2003年度より公開録画形式に移行した『ハッチポッチステーション』の後継番組にあたる。夕映えの森を舞台に、前番組に続いてグッチ裕三が、他に人形キャラのくるニャン、堀越のりが出演した。

## 放送時間
- 隔週日曜日：17:00 - 17:55（『夢りんりん丸』とのローテーション）

## 登場人物
- くるニャン（声・演：山本泰輔）
夕映えの森の王子。
- グッチさん（グッチ裕三）
音楽カルチャースクール（？）・MANS（ミュージック・アカデミアン・ナッツ・スクール）代表取締役歌手。
- ノン（堀越のり）
第三回から登場した少女。魔法が使えるが、いつも失敗している。
- ハル・モモ・オッコ（西本理一・小河正史・栗林泰子）
森の妖精三人組。喋らない。番組のアシスタント役。青がハル、黄色がモモ、赤がオッコ。
- B.B.キンゴロー（グッチ裕三）
第三回から登場している謎の男。コーナーとコーナーの間に現れ、毎回金言と歌手の名前をつなぎ合わせたギャグを披露している。また、番組本編終了後に「次の放送日に、カレンダーに丸！」と言って次回の放送日を告知する役割も担っていた。尊敬するアーティストはブルーコメッツとハナ肇。

### ゲスト
- 氷川きよし
- 早見優
- 東京都立片倉高等学校吹奏楽部

## 主なコーナー
- トーク内のコーナー
  - グッチさんの音楽用語講座
- ゲーム
  - うきわでウキウキウッキ～
  - ジェスチャーゲーム
  - ジグソーパズル
  - サーみるゲーム：「サークルゲーム」の見るバージョン。サークルゲームとはルールが違っている。
  - パパと頭は使いよう？ゲーム
- アニメ
  - みらくる! ぱんぞう
  - ホプラ
  - ピングー
- 歌のコーナー
  - アカデミアン・ミュージック・アワード（ゲームで優勝した家族が歌う）
  - MANS SHOW TIME
  - うさぎとかめ～ブラック・ナイト
  - OH GIRL

このほか、愛のコリーダ（クインシー・ジョーズ）、リヴァー・オブ・ドリームスをグッチ裕三が歌った。

## 主題歌
- オープニングテーマ『曲名不明』

歌 - グッチ裕三
- エンディングテーマ『ビューティフルぐっとくるサンデー』

歌 - グッチ裕三とグッチーズ